# Atlantic City (Wyoming)
Atlantic City è un census-designated place degli Stati Uniti d'America, situato nella Contea di Fremont dello stato del Wyoming. Nel censimento del 2000 la popolazione era di 39 abitanti.

## Geografia fisica
Secondo i rilevamenti dell'United States Census Bureau, la località di Atlantic City si estende su una superficie di 54,6 km², tutti occupati da terre.

## Popolazione
Secondo il censimento del 2000, ad Atlantic City vivevano 39 persone, ed erano presenti 8 gruppi familiari. La densità di popolazione era di 0,7 ab./km². Nel territorio comunale si trovavano 99 unità edificate. Per quanto riguarda la composizione etnica degli abitanti, il 94,87% era bianco e il 5,13% era nativo. La popolazione di ogni razza ispanica corrispondeva al 2,16% degli abitanti.
Per quanto riguarda la suddivisione della popolazione in fasce d'età, il 12,8% era al di sotto dei 18, lo 0% fra i 18 e i 24, il 7,7% fra i 25 e i 44, il 76,9% fra i 45 e i 64, mentre infine il 2,6% era al di sopra dei 65 anni di età. L'età media della popolazione era di 48 anni. Per ogni 100 donne residenti vivevano 129,4 uomini.